# Neidenfels
Neidenfels település Németországban, Rajna-vidék-Pfalz tartományban. Lakosainak száma 788 fő (2023. december 31.).

## Népesség
A település népességének változása:
| Lakosok száma | 1152 | 879  | 870  | 777  | 800  | 760  | 764  | 788  |
|               | 1975 | 2010 | 2014 | 2017 | 2019 | 2021 | 2022 | 2023 |